# Tidiam Gomis
Tidiam Diadie Stephan Gomis (* 8. August 2006 in Meulan-en-Yvelines) ist ein französischer Fußballspieler, der als Flügelstürmer für den deutschen Bundesligisten RB Leipzig spielt.

## Karriere

### Verein
Gomis wechselte 2019 in die Jugendakademie des SM Caen. Am 13. September 2022 unterzeichnete Gomis im Alter von 16 Jahren seinen ersten Profivertrag mit SM Caen, der bis 2025 lief, und wurde damit der jüngste Profi in der Geschichte des Vereins. Am 12. August 2023 gab er sein Profidebüt beim 2:0-Sieg in der Ligue 2 gegen Pau. Er wurde der viertjüngste Spieler in der Geschichte von Caen. Seine ersten Treffer für Caen erzielte er am 17. Mai 2024 gegen FC Valenciennes, als er einen Doppelpack erzielte. In der Saison 2023/24 kam er 16-mal in der Ligue 2 zum Einsatz (zwei Tore), wobei er mit Caen den 6. Platz belegte und knapp die Aufstiegs-Playoffs verpasste.
Am 3. Februar 2025 unterzeichnete Gomis einen Vertrag bei RB Leipzig in Deutschland mit einer Laufzeit bis 2029. Im Jahr 2023 war noch ein Wechsel zu Bayer 04 Leverkusen gescheitert.

### Nationalmannschaft
Der in Frankreich geborene Gomis ist senegalesischer Abstammung und ist französischer Jugendnationalspieler. Im Mai 2023 wurde er für die U-17-Auswahl für der U17-Europameisterschaft 2023 nominiert, wo Frankreich den zweiten Platz belegte. Auch bei der U-17-Weltmeisterschaft 2023 erreichte er mit Frankreich das Finale, wobei Gomis im Finalspiel gegen Deutschland am 2. Dezember den entscheidenden Elfmeter verschoss.